# Opel Kadett D
Der Opel Kadett D ist ein Fahrzeugmodell der Kompaktklasse der Adam Opel AG und wurde von August 1979 bis Juli 1984 gebaut. Er ist Nachfolger des Kadett C und dessen GM-T Plattform von 1973. Mit diesem Modell auf der GM-T Plattform von 1979 wurde ein Antriebskonzept mit quer eingebautem Motor und Frontantrieb eingeführt. Der Opel Kadett E, der von August 1984 bis Mai 1993 als Nachfolger des Opel Kadett D hergestellt wurde, nutzte die GM-T Plattform weiter.

## Modellgeschichte

### Allgemeines
Der Kadett D war der erste Opel mit Frontantrieb und zugleich der erste Frontantriebswagen des GM-Konzerns. Damit reagierte GM vergleichsweise spät auf den Trend zum Frontantrieb. Der quer zur Fahrtrichtung eingebaute Motor trieb über eine verblockte Getriebe-Differential-Einheit die Vorderräder an.
Die Fachpresse feierte den Kadett D 1979 als Revolution für Opel. Er war ein ernsthafter Golf-Konkurrent und brachte Innovationen wie Frontantrieb, Heckklappe und eine moderne Achskonstruktion. Mit Varianten wie dem GTE (gegen den Golf GTI) und dem Diesel (1,6 Liter) deckte er viele Marktsegmente ab. Namen wie „Astra“ und „Corsa“ wurden erfolgreich eingeführt und lebten in späteren Modellen weiter. Aus wirtschaftlicher Sicht war der Kadett D eines der wichtigsten Modelle für Opel und konnte dem erfolgreichen VW Golf in den Verkaufszahlen nahekommen. In Deutschland verdrängte er zeitweise sogar den Opel Rekord von Platz zwei der Zulassungsstatistik. Ab August 1984 wurde er vom Opel Kadett E abgelöst. 

### Entwicklung und Markteinführung
Die Entwicklung des Kadett D begann 1974 unter dem Projektnamen „Projekt 2040“, nachdem Volkswagen mit dem Golf die Kompaktklasse neu definierte. Opel erkannte, dass der technisch konservative Kadett C mit Hinterradantrieb nicht mehr wettbewerbsfähig war. Unter Leitung des Entwicklungschefs Friedrich W. Lohr setzte sich das Team in Rüsselsheim bei GM dafür ein, Frontantrieb mit einem Quermotor zu kombinieren. Dieses Konzept versprach den größten Innenraum bei kompakten Außenmaßen. Lohrs Hartnäckigkeit führte zum Erfolg und brachte dem Frontantrieb (FWD) intern den Spitznamen „Fritz will das“ ein. Ab diesem Zeitpunkt setzte Opel bis zur Mittelklasse ausschließlich auf Frontantrieb.
Der Kadett D wurde als direkter Konkurrent zum Golf konzipiert, mit modernem Fastback-Design und einer – zunächst optionalen – Heckklappe. Gegenüber dem Vorgänger war er 13 cm kürzer, bot jedoch mit einem um über 10 cm gewachsenen Radstand von 2,51 m (11 cm mehr als der Golf) mehr Platz. Der Kofferraum fasste 402 Liter, der Caravan sogar mehr.
Der Serienanlauf begann im August 1979 im Werk Bochum, die Publikumspremiere folgte am 11. September 1979 auf der 48. IAA in Frankfurt. Die Auslieferung umfasste Limousinen (Standard, Luxus, Berlina, SR) sowie den Caravan (Standard, Luxus). Der SR war exklusiv mit dem 75-PS-Motor erhältlich. Im November 1979 wurde der Kadett D als Rechtslenker in Großbritannien eingeführt, zunächst unter dem Namen „Kadett“.

### Design und Konzeption
Der Kadett D brachte eine aerodynamische Form (cw-Wert 0,39) und ein modernes Schrägheck-Design. Die betagte Starrachse des Vorgängers wurde durch eine Verbundlenkerachse mit Miniblockfedern ersetzt, was das Fahrwerk dem Opel Senator annäherte. Trapezförmige Scheinwerfer (Basisversion mit runden Lampen) und die noble „Berlina“-Ausstattung verliehen ihm Premium-Charakter. Sportliche Akzente setzte der dreitürige Kadett SR mit Spoilern, Kotflügelverbreiterungen und breiten Alurädern.
Auf die allgemeine Entwicklungstendenz hin zur Vollheck-Karosserie bei kleineren Pkw reagierte Opel zunächst mit dem ab 1975 gebauten Kadett C City. Um das Potenzial der Vollheck-Karosserie auszuschöpfen, war jedoch die Kombination mit Frontantrieb erforderlich. Den Gewinn an Innenraum, insbesondere durch den quer eingebauten Motor, nannte Opel auch als Hauptgrund für den Übergang zum Frontantrieb. Den Hauptkonkurrenten VW Golf übertraf der Kadett D bei seinem Erscheinen in den Abmessungen erheblich und bewegte sich diesbezüglich eher im Bereich des Fiat Ritmo und Alfa Romeo Alfasud. Verglichen mit dem Vorgänger Kadett C war der Kadett D zwar 5,6 cm breiter, aber 14 cm kürzer. Die Platzverhältnisse waren dennoch besser geworden, vor allem die Bein- und Kniefreiheit im Fond. 
Auch das Kofferraumvolumen konnte vergrößert werden, hinzu kam die gestiegene Variabilität durch die große Heckklappe. Der Karosserieaufbau wurde entsprechend gestiegener Sicherheitsansprüche komplett neu entwickelt und auch der Korrosionsschutz verbessert. Der cw-Wert konnte um 15 % gesenkt werden und lag mit 0,39 auch etwas günstiger als beim Golf I. Die Karosseriegestaltung orientierte sich an der neuen Linie der größeren Opel-Modelle. Wie schon beim Kadett C gab es die Breitscheinwerfer jedoch nicht in der Basisausführung, die weiterhin mit Rundscheinwerfern ausgestattet war. Die damalige Entwicklungstendenz hin zu einer Kunststoff-Frontschürze wie an Renault 5, Fiat Ritmo und Citroën Visa griff Opel mit dem Kadett D noch nicht auf, stattdessen gab es einen Bugspoiler und herkömmliche Stoßstangen aus Stahl, die plast-ummantelt waren.

### Modellpflege
- August 1980: Serienmäßige Kopfstützen, Bremskraftverstärker, Rückfahrscheinwerfer, Verbundglasfrontscheibe und eine längere Achsübersetzung für besseren Verbrauch. Luxusmodelle erhielten Halogenscheinwerfer (H4), die Berlina eine Heckscheiben-Wisch/Waschanlage.
- Februar 1981: Der 1,2-S-Motor (60 PS) wurde aufpreisfrei, auch Basisversionen bekamen H4-Scheinwerfer. Optional gab es ein Sperrdifferential.
- Mai 1981: Einführung einer 3-Gang-Automatik ab dem 1,3-N-Motor.
- August 1981: Der 1,6-S-Motor erhielt eine kontaktlose Transistorzündung, die 1,3-Liter-Motoren wurden optimiert. Alle Modelle bekamen serienmäßig Kopfstützen, eine Heckscheiben-Wisch/Waschanlage und eine Laderaumabdeckung beim Caravan.
- Januar 1982: Einführung des 1,6-Liter-Dieselmotors aus dem neuen Werk Kaiserslautern. Die „Pirsch“-Ausstattung bot robuste Features wie verstärkte Federn und Steinschlagschutz.
- August 1982: Facelift mit neuem Kühlergrill, eckigen Scheinwerfern und einer Mittelkonsole. Optional gab es ein 5-Gang-Getriebe (SR serienmäßig). Der 1,2-N-Motor wurde durch den 1,2-OHC ersetzt.
- Januar 1983: Der Kadett GTE (1,8 Liter, 115 PS) mit 5-Gang-Getriebe wurde eingeführt, ebenso der Vauxhall Astra GTE. Beide zielten auf den Golf GTI.

## Karosserievarianten
Damit ist der Kadett D die einzige Kadett-Nachkriegsgeneration, in der keine Stufenheck-Limousine angeboten wurde. Eine Besonderheit war, dass die Schrägheckmodelle mit zwei verschiedenen Heckklappenvarianten erhältlich waren: Standard war eine kleine Kofferraumklappe, die an zwei außenliegenden Scharnieren unterhalb der Heckscheibe und einer festen Hutablage erkennbar war. Gegen Aufpreis gab es eine Heckklappe, die an der Dachkante angeschlagen war und eine integrierte größere Heckscheibe besaß. Hier wurde die Hutablage beim Öffnen des Kofferraumes mit angehoben. Es wurden jedoch weitaus mehr Fahrzeuge mit großer Heckklappe verkauft. Die Variante mit kleinem Heckdeckel erwies sich als Flop.

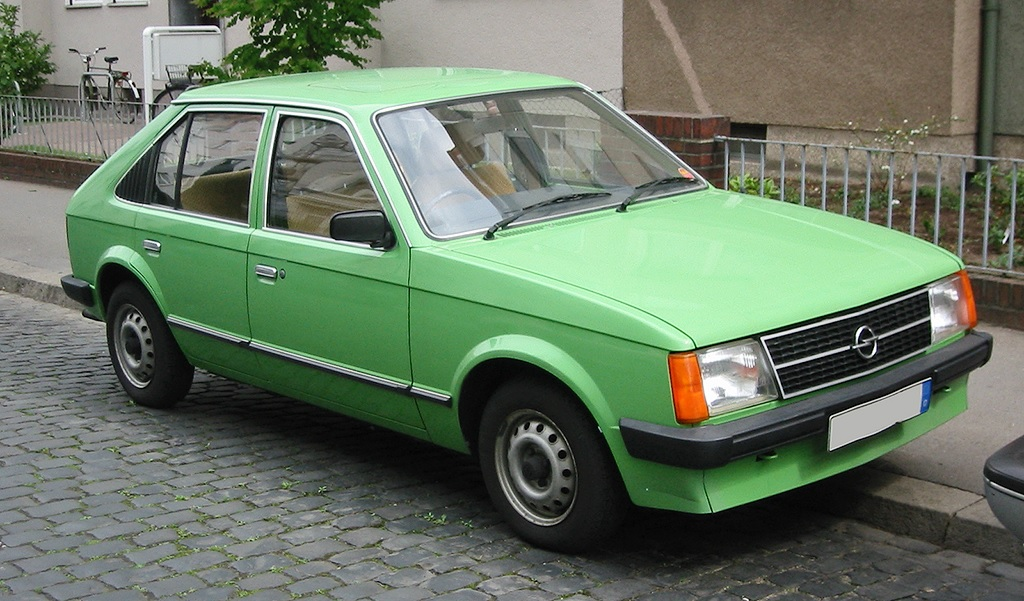
Kadett mit großer Heckklappe
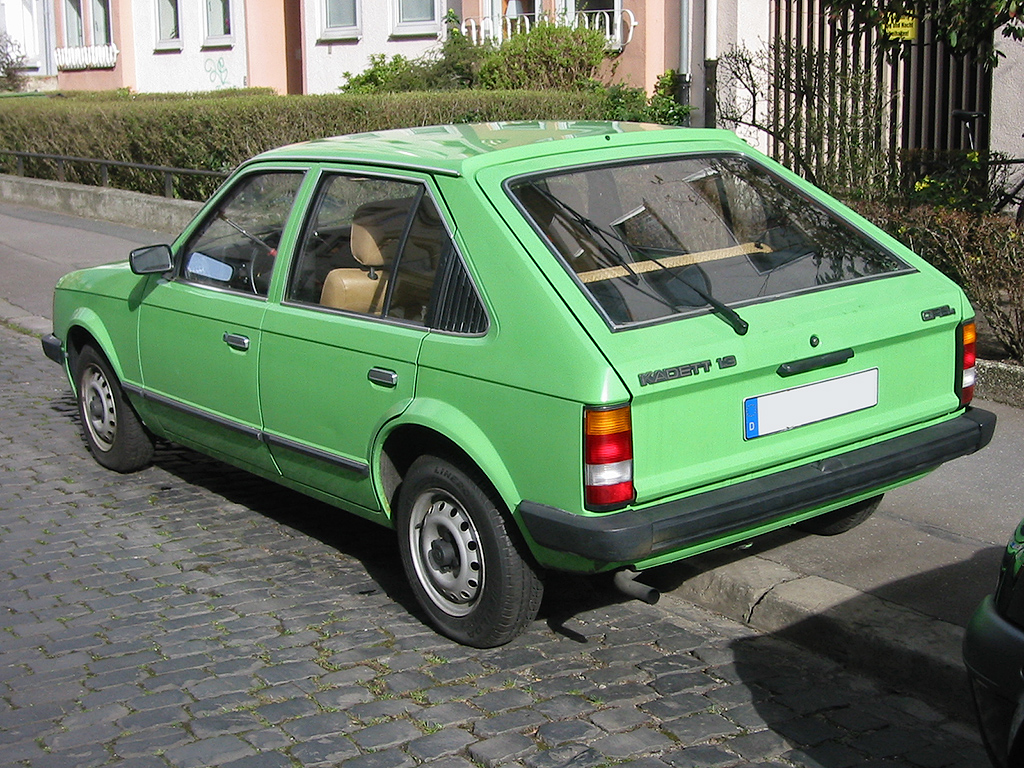
Kadett mit großer Heckklappe
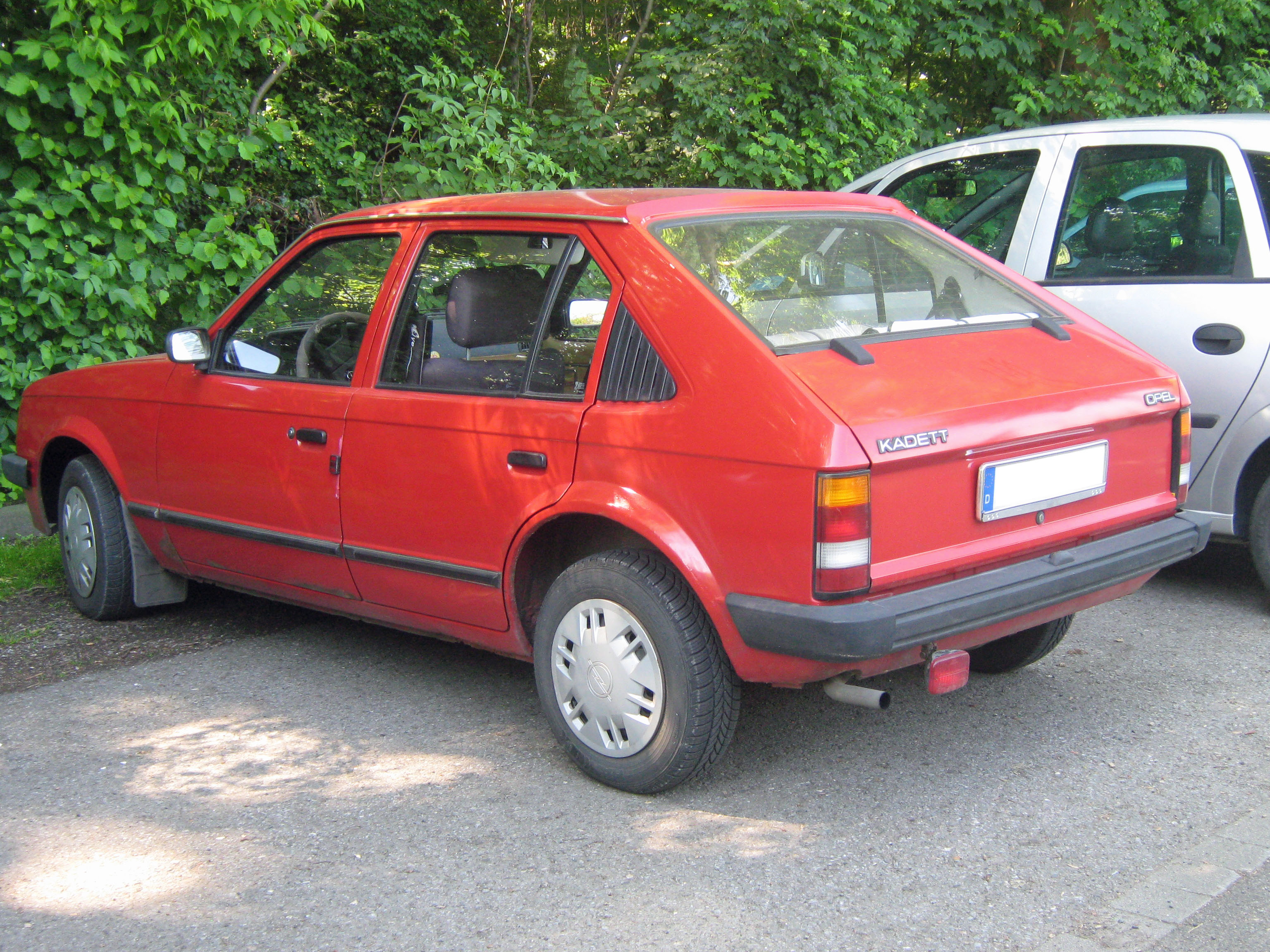
Kadett mit kleiner Heckklappe
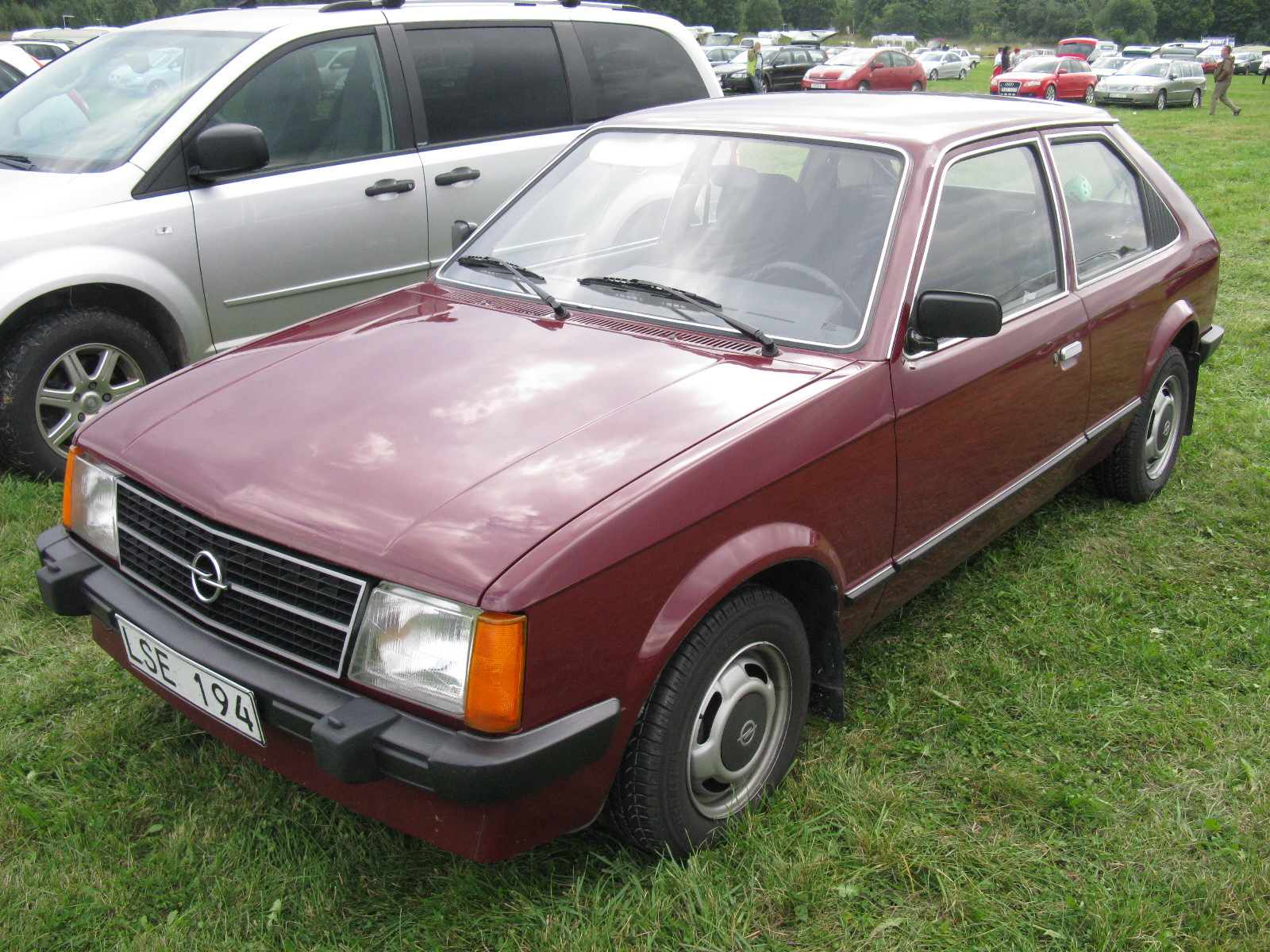
Opel Kadett 3-Türer
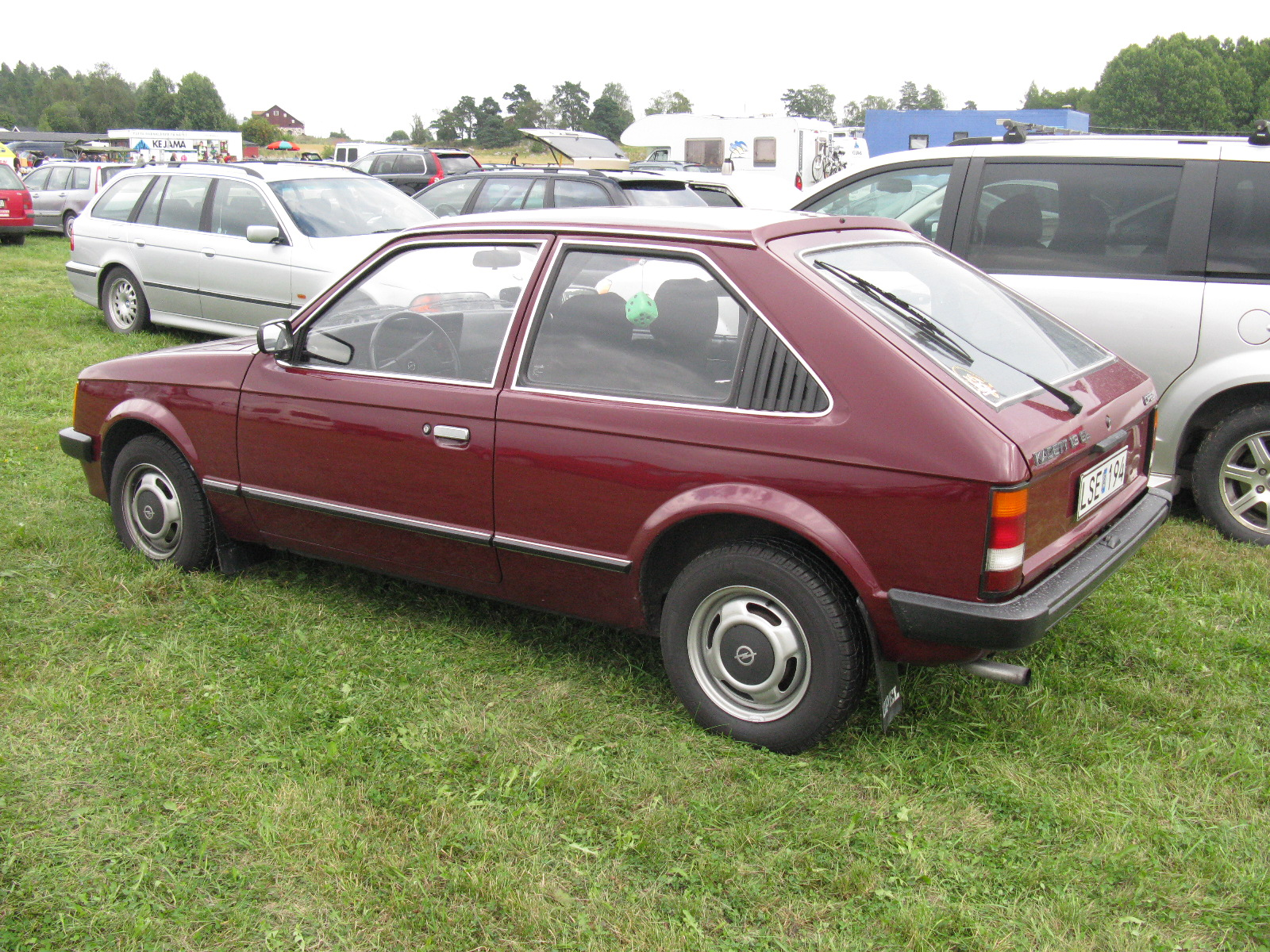
Opel Kadett 3-Türer
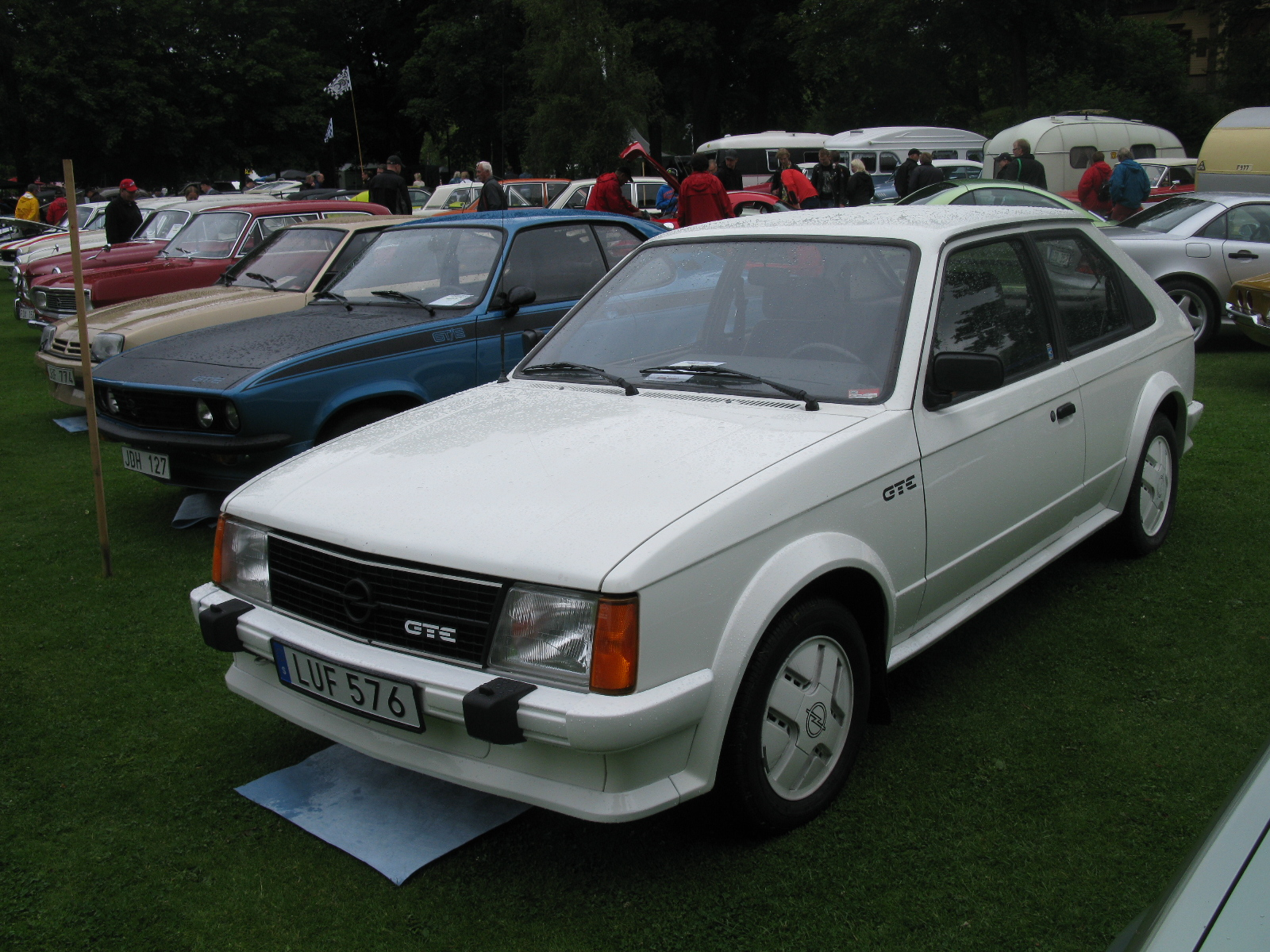
Opel Kadett GTE (1983–1984)
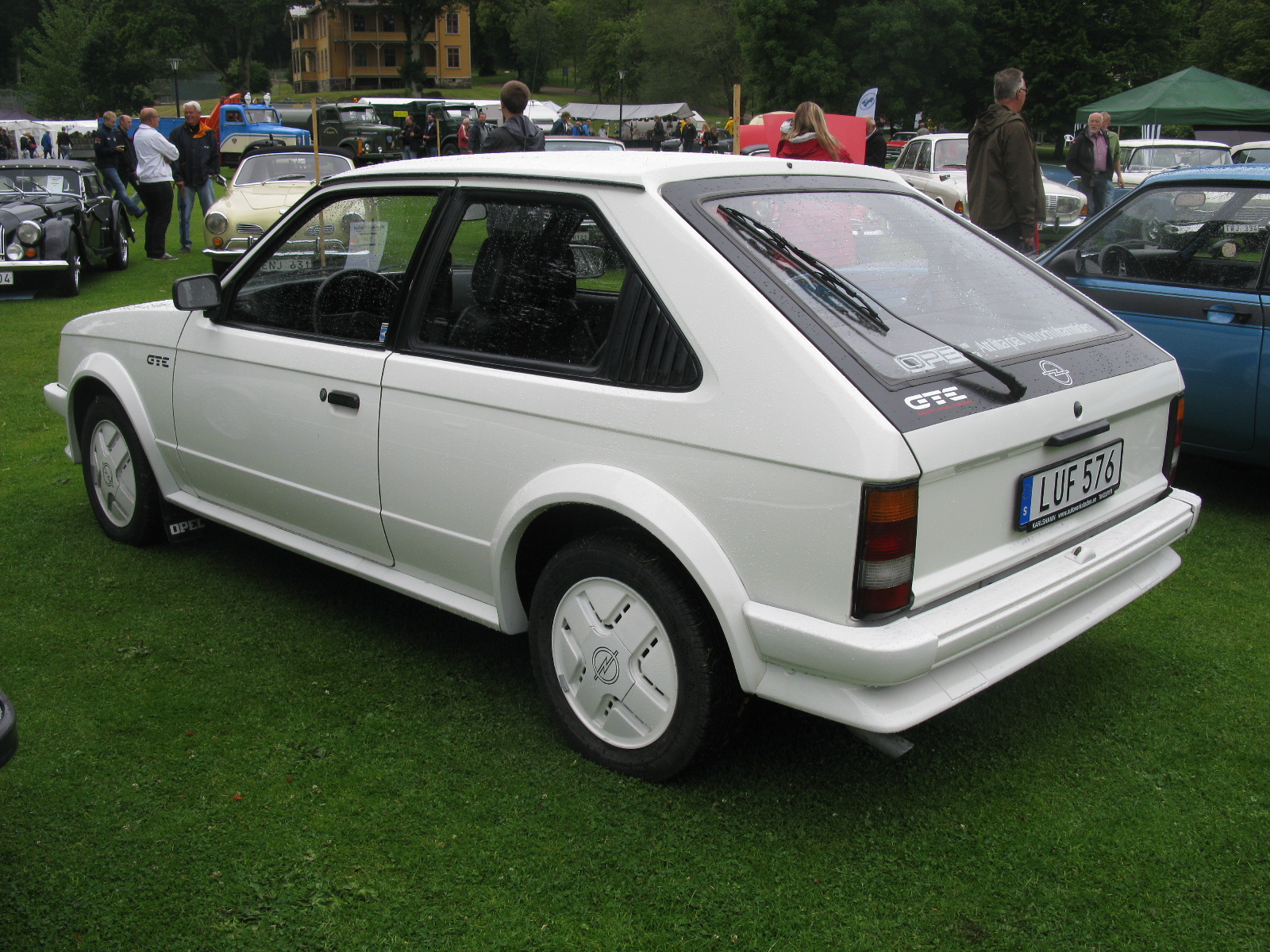
Opel Kadett GTE (1983–1984)
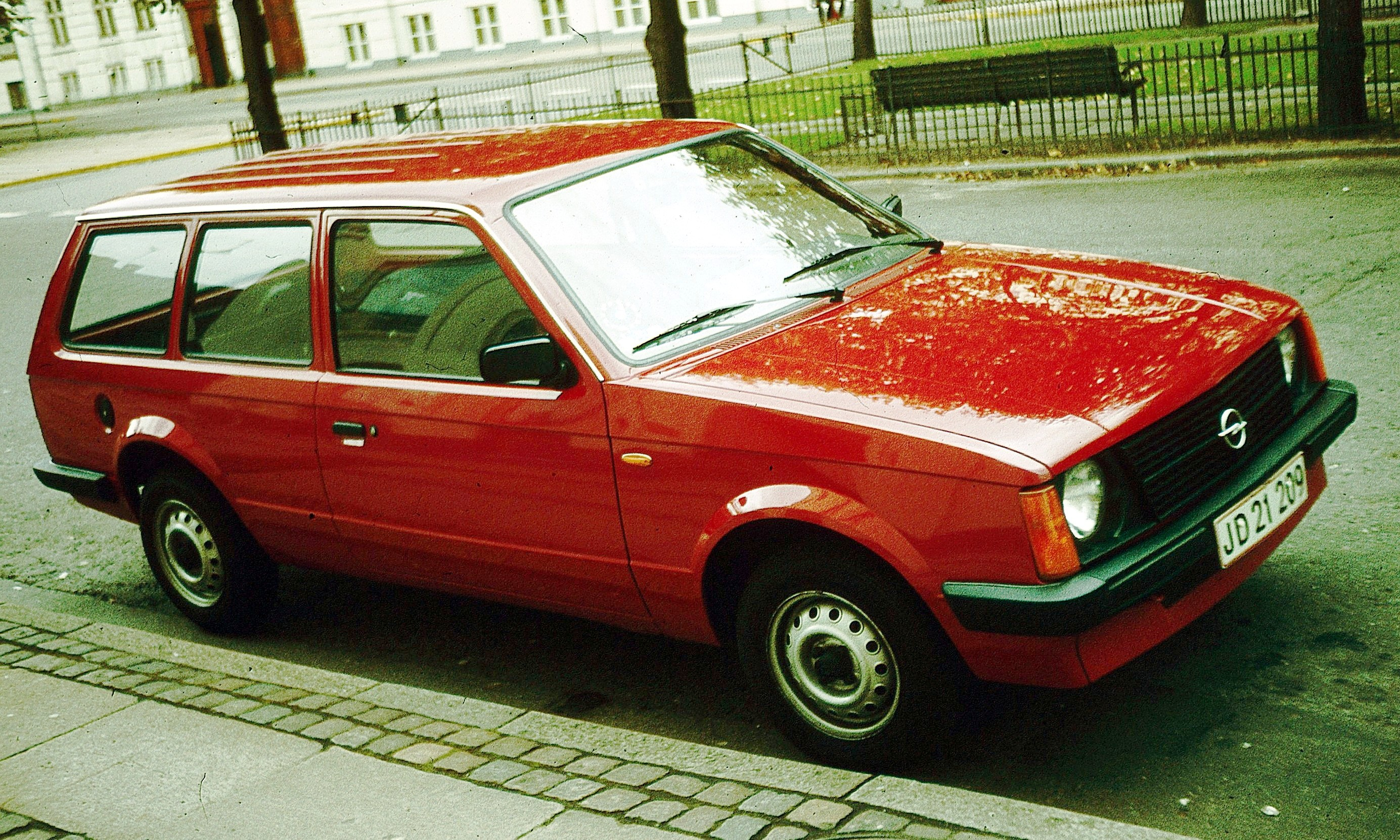
Opel Kadett Caravan 3-Türer (1979–1984)
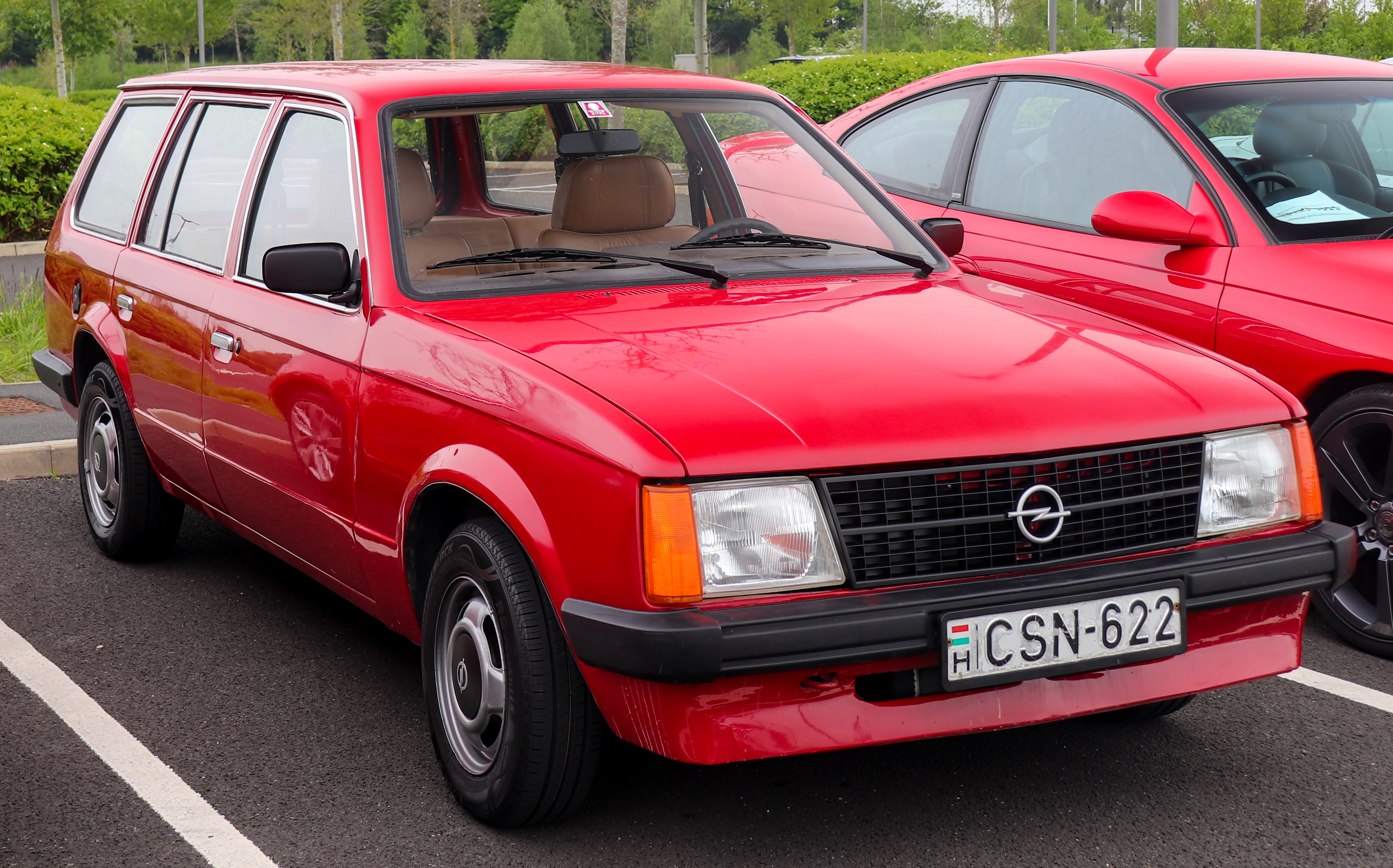
Opel Kadett Caravan 5-Türer (1979–1984)
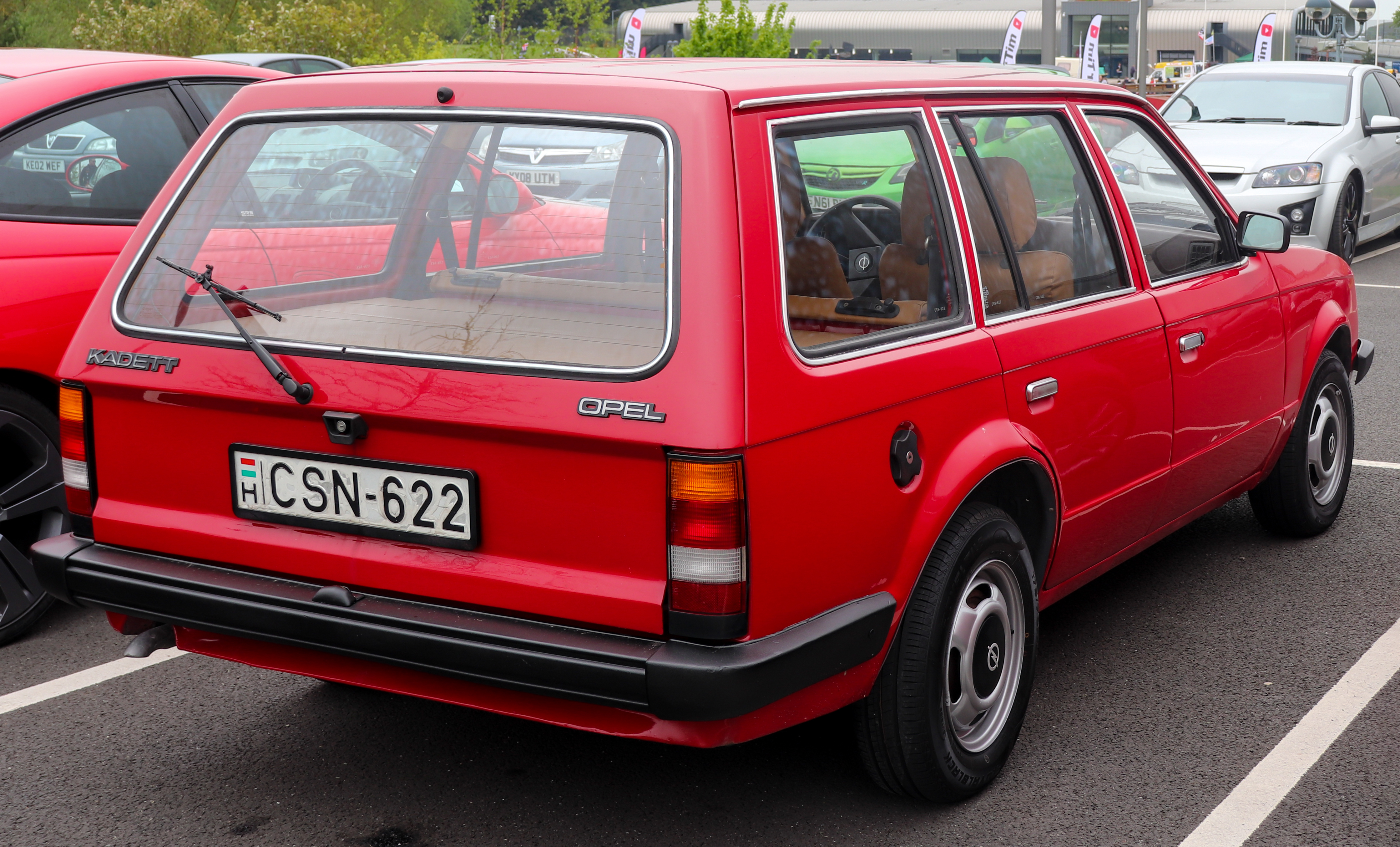
Opel Kadett Caravan 5-Türer (1979–1984)

Der Kadett D wurde in vier Karosserievarianten angeboten:
- Schrägheck mit kleiner Heckklappe (zwei bzw. vier Türen)
- Schrägheck mit großer Heckklappe (drei bzw. fünf Türen)
- Kombi (Caravan) mit drei oder fünf Türen
- Lieferwagen mit drei Türen und ohne hintere Seitenfenster (ab September 1983)

## Ausstattungsvarianten

### Allgemeines

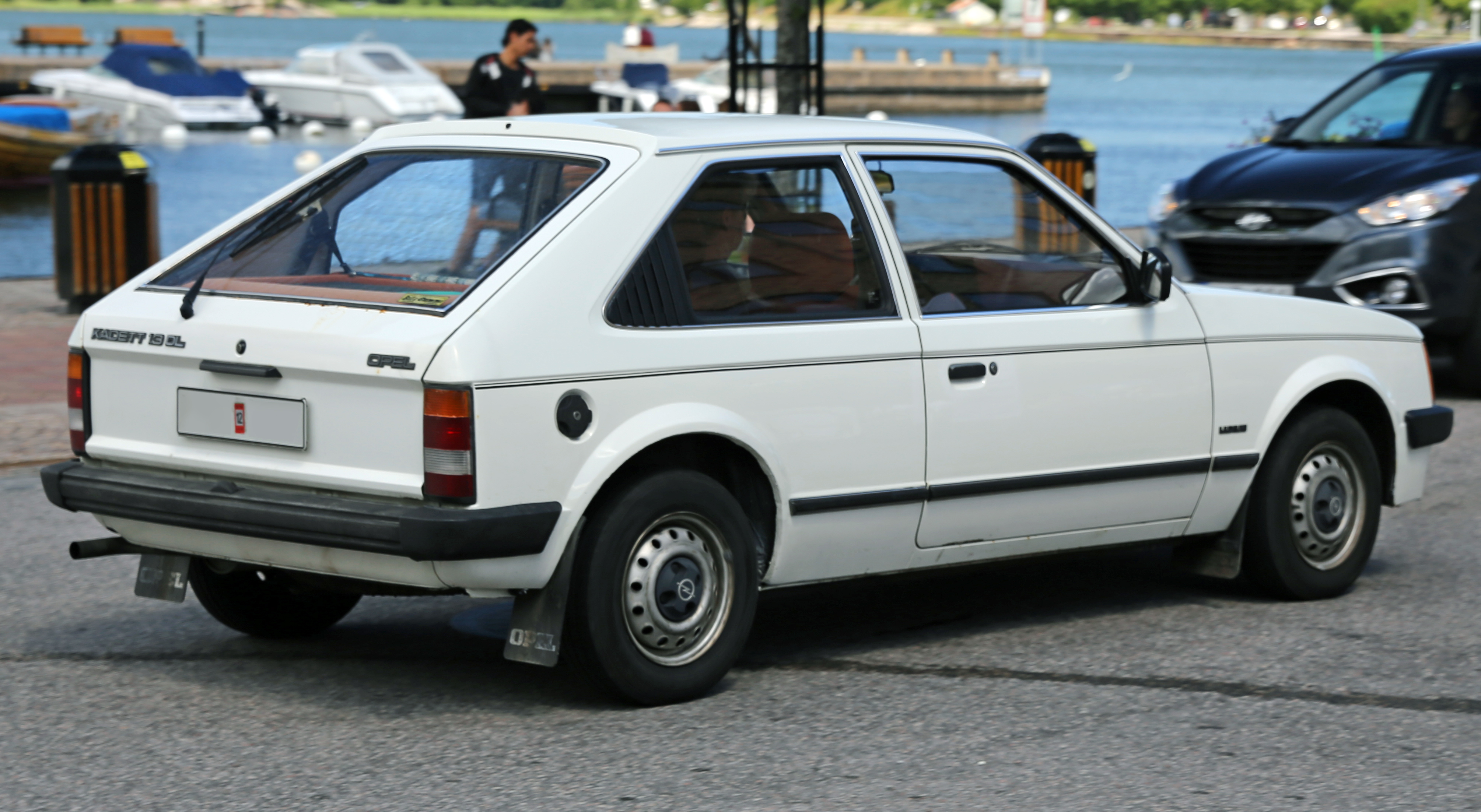
Opel Kadett 1,3 DL Luxus (1983)

Der Opel Kadett D wurde in folgenden Ausstattungsvarianten angeboten:
- Limousine
  - Kadett (Standard)
  - Kadett Luxus (bis 8/81 ohne Luxus-Schriftzug)
  - Kadett Berlina[5]
  - Kadett SR
  - Kadett GTE (ab 3/83)
- Kombi
  - Kadett Caravan (Standard)
  - Kadett Caravan Luxus (bis 8/81 ohne Luxus-Schriftzug)
  - Kadett Voyage (ab 3/80)
  - Kadett Voyage Berlina (ab 3/80, nur fünftürig)
- Sondermodelle
  - Kadett Pirsch (ab 9/81 als geländefähiger Gebrauchskombi)
  - Kadett J (ab 10/81, ab 9/83 auch als Diesel und als Caravan)
  - Kadett GLS (ab 9/83, auch als fünftüriger Caravan)
  - Kadett Corsa (gab es nur in den Farben Schwarz, Royalrot, Stratosblau und Mokkabraun), verziert war dieser mit goldenen Seitenstreifen und dem Schriftzug Corsa. Dieser wurde nur so lange verkauft, bis Opel das kleinere Modell Corsa A auf den Markt brachte. Die Stückzahl war auf 5000 Wagen begrenzt.

### Kadett SR

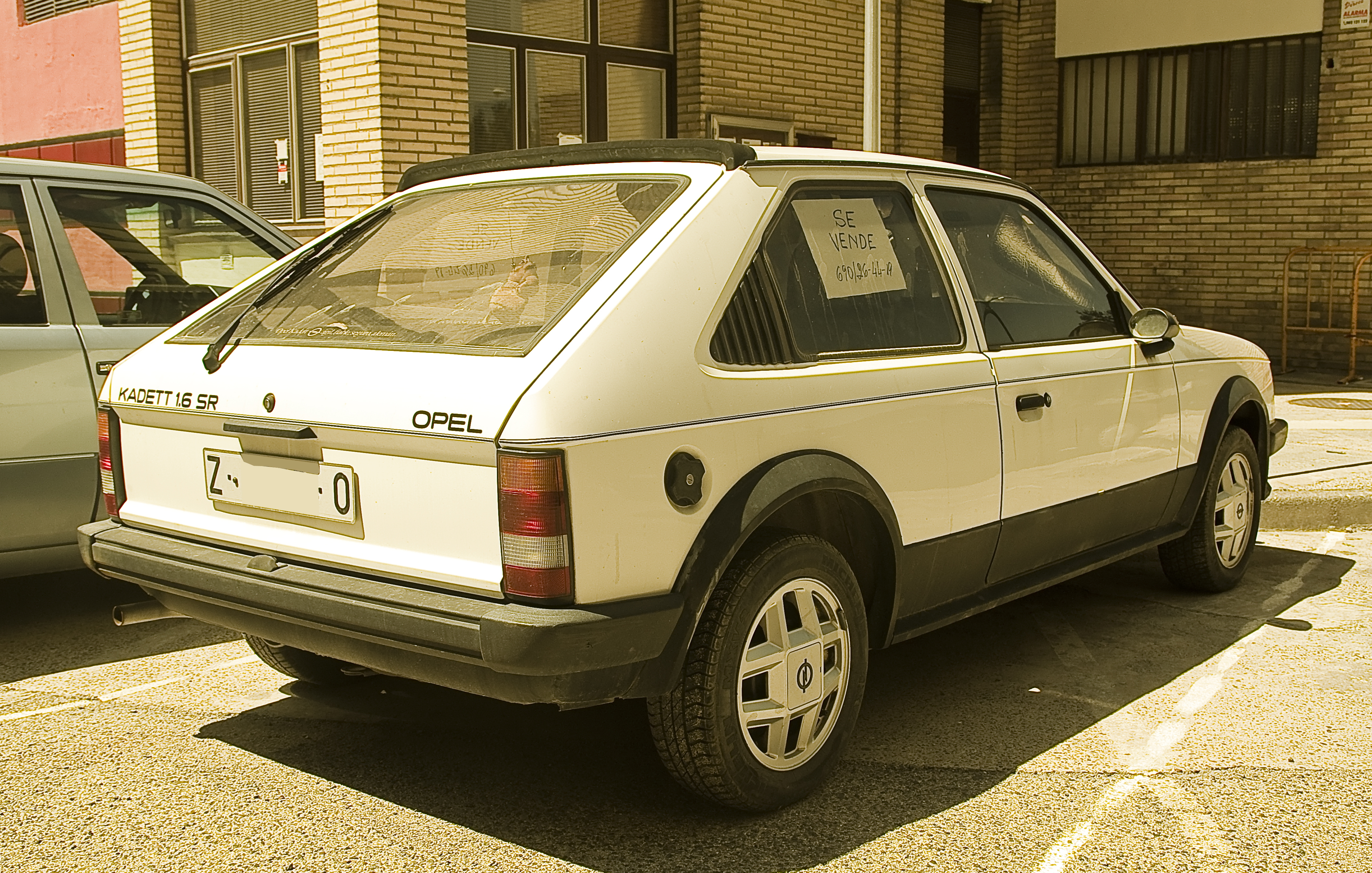
Opel Kadett 1,6 SR (1982)

Der Kadett SR war nur mit den Motoren 1,3 S und 1,6 S lieferbar. Die Karosserie war im unteren Bereich rundum bis zur Höhe der Stoßstangen mit mattschwarzer Folie versehen. Weiterhin waren ebenfalls schwarze Kotflügelverbreiterungen, Frontspoiler, Leichtmetallfelgen sowie ab 9/81 Seitenschwellerleisten verbaut. Ab etwa April 1983 waren die Alufelgen aufpreispflichtig, serienmäßig waren fortan 14"-Stahlsportfelgen.
Im Innenraum unterschied sich die SR-Ausstattung durch Sportsitze von Recaro und Zusatzinstrumente im Kombiinstrument von den anderen Ausstattungsvarianten. Alle SR-Modelle bis zum Modelljahr 1981 besaßen die Türverkleidungen der Standardversion. Ab Modelljahr 1982 wurden diese im Rahmen der größeren Modellpflege durch die nun nach unten vergrößerten Türverkleidungen des Modells „Luxus“ ersetzt.
Der SR wurde meist als Dreitürer geliefert, es gab ihn aber bis August 1981 auch als Zweitürer mit kleinem Kofferraumdeckel und ab September 1982 auch als Fünftürer. Die 1,3S-Motoren mit 55 kW/75 PS hatten allerdings eine notorische Motorschwäche. Regelmäßig waren Defekte vor allem an den Nockenwellen festzustellen. Dieses Problem (unzureichende Härtung) trat in den ersten Baujahren auch am 1.3N auf, wurde jedoch im Rahmen von Überarbeitungsmaßnahmen schnell beseitigt, zudem konnten betroffene Besitzer auf Kulanz von Opel hoffen.
Im Jahre 1982 wurde für den italienischen Markt eine Diesel-Variante des Kadett SR angeboten. Diese Version, genannt SRD Diesel, war mit dem 1,6L Dieselmotor bestückt.

### KadettGTE

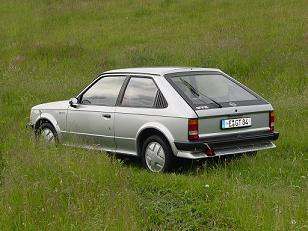
Opel Kadett GTE (1983–1984)

Anfang 1983 wurde der Kadett GTE mit dem 85 kW (115 PS) starken Motor vorgestellt. Dessen 1,8 Liter-Einspritzmotor gehörte zur neuen OHC-Motorengeneration mit Leichtmetall-Zylinderkopf und hydraulischem Ventilspielausgleich, der auf neuen Fertigungslinien des Komponentenwerkes Kaiserslautern entstand.
Die GTE-Variante unterschied sich äußerlich durch in Wagenfarbe lackierte Verbreiterungen, Seitenschwellerleisten, Frontspoiler und Außenspiegel, einer schwarzen Folie rund um die Heckscheibe sowie die silberfarbigen Leichtmetallräder des ein Jahr zuvor erschienenen Ascona C SR vom Kadett SR.
Der GTE wurde nur etwas länger als ein Jahr produziert. Es wurden ca. 36.300 Stück im Werk Bochum und im Werk Antwerpen (Belgien) produziert, davon etwa zwei Drittel als Linkslenker.
Der Innenraum des GTE war mit Sportsitzen von Recaro in grauem Feinvelours, einem Sportlenkrad mit GTE-Emblem auf dem Hupenknopf und zusätzlichen Anzeigen im Kombiinstrument ausgestattet. Weiterhin war ausschließlich dem GTE ein Tacho mit einer Skala bis 220 km/h vorbehalten. Bei allen anderen Modellen reichte die Tachoskala bis 200 km/h.
Der Kadett GTE hatte weiterhin einen Lenkungsdämpfer, einen Schaltungsdämpfer am Getriebe, eine tiefergelegte Karosserie, Gasdruckdämpfer und innenbelüftete Scheibenbremsen vorne. Er wurde wie der SR-Modelle drei- und fünftürig angeboten.
Als Kunde konnte man zwischen den Farben Polarweiß, Karminrot, Silber, und Schwarz wählen, während allen anderen Modellen die komplette Farbpalette zur Verfügung stand. Bei weißer Lackierung sind die Stoßstangen und Stoßstangenecken komplett grundiert und in Wagenfarbe lackiert. Die Leichtmetallfelgen sind bei weißer Lackierung ebenfalls in Wagenfarbe lackiert. Alle anderen GTE-Modelle hatten schwarze Stoßstangen und silberne Leichtmetallfelgen.

## Technik

### Fahrwerk
Das Fahrwerk wurde angesichts der wesentlich breiteren Karosserie in Vollheckbauweise neu konzipiert. Vorn gab es nun MacPherson-Federbeine mit separater Stoßdämpferpatrone und Dreieckslenker und einen negativen Lenkrollradius. Hinten wurde anstelle der bisherigen Starrachse Einzelradaufhängung umgesetzt, die Verbundlenkerachse war ähnlich der von Senator und Monza. Aus Platzgründen wurden kegelförmige, progressiv wirkende Miniblockfedern verwendet, die auf den gezogenen Längslenkern angeordnet waren. Stabilisatoren gab es serienmäßig nur für die S-Versionen und den Kombi. Zahnstangenlenkung, Zweikreisbremse in X-Aufteilung, Bremskraftverstärker (nicht für die Ausstattungen mit 1,2-l-Motor) und lastabhängiger Bremskraftregler (nicht für die N-Modelle) waren weitere Merkmale.

### Antrieb
Als Grundausstattung wurde das langjährig bekannte 1,2-l-Triebwerk mit OHV-Ventilsteuerung beibehalten, dessen Leistung reduzierte sich im Kadett D um 1,5 kW auf nur noch 39 kW (53 PS). Dafür sei laut Herstellerangabe die Abstimmung auf die Auspuffanlage harmonischer geworden. Neu im Kadett hingegen war der 1,3-l-Motor mit 44 kW (60 PS), der bereits ab Februar 1979 im Ascona B zum Einsatz kam und neu entwickelt wurde. Mit Leichtmetall-Querstromzylinderkopf und obenliegender Nockenwelle (OHC) wurde damit wieder der Anschluss zum damaligen technischen Stand im Pkw-Motorenbau erreicht. Als 1,3 S stand dieser Motor mit größerer Verdichtung und mit Registervergaser von GMF (General Motors France) mit deutlich auf 55 KW (75 PS) größerer Leistung zur Verfügung, bei gleichzeitig geringerem Kraftstoffverbrauch. Für die Top-Ausstattungen kamen später noch ein 1,6- und 1,8-l-Motor hinzu, sowie ab 1982 ein 1,6-l-Dieselmotor.
Einen Kadett D mit dem neuen OHC-Motor gab es ab Mai 1981 auf Wunsch auch mit 3-Gang-Automatikgetriebe. Für den Diesel war das automatische Getriebe ab September 1982 lieferbar.

#### Benzinmotoren
Der Opel Kadett D wurde mit folgenden Motoren angeboten:
- 1.0 N, 29 kW/40 PS (OHV) bis 8/81, sehr geringe Produktionszahl (10 Stück)
- 1.0 S, 37 kW/50 PS (OHV) bis 8/81, nur für den Export, z. B. nach Italien
- 1.2 N, 39 kW/53 PS (OHV) bis 8/82
- 1.2 S, 44 kW/60 PS (OHV) ab 11/79
- 1.2 S, 40 kW/55 PS (OHC) ab 1982, geringe Stückzahl
- 1.3 N, 44 kW/60 PS (OHC) Serie für Voyage und Voyage Berlina
- 1.3 S, 55 kW/75 PS (OHC) Serie für SR
- 1.6 S, 66 kW/90 PS (OHC) ab 8/81, nicht für Kadett Pirsch
- 1.8 E, 85 kW/115 PS (OHC) nur für GTE

#### Dieselmotor
- 1.6 D, 40 kW/54 PS (OHC) ab 2/82, nicht für „Pirsch“ und SR. Dieser Wirbelkammermotor wurde aus dem Ottomotor 1,6 S entwickelt.

### Technische Daten
| Technische Daten Opel Kadett D 1979–1984 | | | | | | | |
| Opel Kadett                              | 1.2 N | 1.2 S | 1.3 N | 1.3 S | 1.6 S | GTE | 1.6 D |
| Kraftstoff                               | Normal | Super | Normal | Super | Super | Super | Diesel |
| Motor                                    | 4-Zylinder-Reihenmotor (Viertakt) | 4-Zylinder-Reihenmotor (Viertakt) | 4-Zylinder-Reihenmotor (Viertakt) | 4-Zylinder-Reihenmotor (Viertakt) | 4-Zylinder-Reihenmotor (Viertakt) | 4-Zylinder-Reihenmotor (Viertakt) | 4-Zylinder-Reihenmotor (Viertakt) |
| Hubraum                                  | 1196 cm³ | 1196 cm³ | 1297 cm³ | 1297 cm³ | 1598 cm³ | 1796 cm³ | 1598 cm³ |
| Bohrung × Hub                            | 79 × 61 mm | 79 × 61 mm | 75 × 73,4 mm | 75 × 73,4 mm | 80 × 79,5 mm | 84,8 × 79,5 mm | 80 × 79,5 mm |
| Leistung (PS) bei 1/min                  | 39 kW (53 PS) 5400 | 44 kW (60 PS) 5800 | 44 kW (60 PS) 5800 | 55 kW (75 PS) 5800 | 66 kW (90 PS) 5800 | 85 kW (115 PS) 5800 | 40 kW (55 PS) 4600 |
| Max. Drehmoment bei 1/min                | 80 Nm 3600 | 86 Nm 3300 | 92 Nm 3600 | 99 Nm 4200 | 123 Nm 4000 | 148 Nm 4800 | 94 Nm 2400 |
| Verdichtung                              | 7,8 : 1 | 9,0 : 1 | 8,2: 1 | 9,2 : 1 | 9,2 : 1 | 9,5 : 1 | 23 : 1 |
| Gemischaufbereitung                      | 1 Fallstromvergaser | 1 Fallstromvergaser | 1 Fallstromvergaser | 1 Register-Fallstromvergaser | 1 Register-Fallstromvergaser | elektronische Einspritzung (Bosch LE-Jetronic) | Wirbelkammereinspritzung |
| Ventilsteuerung                          | OHV-Ventilsteuerung seitliche Nockenwelle, Einfach-Rollenkette Stoßstangen, Kipphebel                                                                       | OHV-Ventilsteuerung seitliche Nockenwelle, Einfach-Rollenkette Stoßstangen, Kipphebel                                                                       | OHC-Ventilsteuerung obenliegende Nockenwelle, Zahnriemen Hydrostößel, Kipphebel                                                                             | OHC-Ventilsteuerung obenliegende Nockenwelle, Zahnriemen Hydrostößel, Kipphebel                                                                             | OHC-Ventilsteuerung obenliegende Nockenwelle, Zahnriemen Hydrostößel, Kipphebel                                                                             | OHC-Ventilsteuerung obenliegende Nockenwelle, Zahnriemen Hydrostößel, Kipphebel                                                                             | OHC-Ventilsteuerung obenliegende Nockenwelle, Zahnriemen Hydrostößel, Kipphebel                                                                             |
| Kühlung                                  | Wasserkühlung | Wasserkühlung | Wasserkühlung | Wasserkühlung | Wasserkühlung | Wasserkühlung | Wasserkühlung |
| Getriebe                                 | 4-Gang-Getriebe, Knüppelschaltung (a. W. für 1.6 S und Diesel 5-Gang-Getriebe, bei GTE Serie; a. W. für 1.3 N/S, 1.6 S und Diesel Dreigangautomatik (Opel)) | 4-Gang-Getriebe, Knüppelschaltung (a. W. für 1.6 S und Diesel 5-Gang-Getriebe, bei GTE Serie; a. W. für 1.3 N/S, 1.6 S und Diesel Dreigangautomatik (Opel)) | 4-Gang-Getriebe, Knüppelschaltung (a. W. für 1.6 S und Diesel 5-Gang-Getriebe, bei GTE Serie; a. W. für 1.3 N/S, 1.6 S und Diesel Dreigangautomatik (Opel)) | 4-Gang-Getriebe, Knüppelschaltung (a. W. für 1.6 S und Diesel 5-Gang-Getriebe, bei GTE Serie; a. W. für 1.3 N/S, 1.6 S und Diesel Dreigangautomatik (Opel)) | 4-Gang-Getriebe, Knüppelschaltung (a. W. für 1.6 S und Diesel 5-Gang-Getriebe, bei GTE Serie; a. W. für 1.3 N/S, 1.6 S und Diesel Dreigangautomatik (Opel)) | 4-Gang-Getriebe, Knüppelschaltung (a. W. für 1.6 S und Diesel 5-Gang-Getriebe, bei GTE Serie; a. W. für 1.3 N/S, 1.6 S und Diesel Dreigangautomatik (Opel)) | 4-Gang-Getriebe, Knüppelschaltung (a. W. für 1.6 S und Diesel 5-Gang-Getriebe, bei GTE Serie; a. W. für 1.3 N/S, 1.6 S und Diesel Dreigangautomatik (Opel)) |
| Radaufhängung vorn                       | MacPherson-Federbeine, Dreieckslenker | MacPherson-Federbeine, Dreieckslenker | MacPherson-Federbeine, Dreieckslenker | MacPherson-Federbeine, Dreieckslenker | MacPherson-Federbeine, Dreieckslenker | MacPherson-Federbeine, Dreieckslenker | MacPherson-Federbeine, Dreieckslenker |
| Radaufhängung hinten                     | Verbundlenkerachse mit Schraubenfedern | Verbundlenkerachse mit Schraubenfedern | Verbundlenkerachse mit Schraubenfedern | Verbundlenkerachse mit Schraubenfedern | Verbundlenkerachse mit Schraubenfedern | Verbundlenkerachse mit Schraubenfedern | Verbundlenkerachse mit Schraubenfedern |
| Karosserie                               | Stahlblech, selbsttragend | Stahlblech, selbsttragend | Stahlblech, selbsttragend | Stahlblech, selbsttragend | Stahlblech, selbsttragend | Stahlblech, selbsttragend | Stahlblech, selbsttragend |
| Spurweite vorn/hinten                    | 1406/1406 mm | 1406/1406 mm | 1406/1406 mm | 1406/1406 mm | 1406/1406 mm | 1406/1406 mm | 1406/1406 mm |
| Radstand                                 | 2514 mm | 2514 mm | 2514 mm | 2514 mm | 2514 mm | 2514 mm | 2514 mm |
| Länge                                    | 3998 mm (Caravan: 4207 mm) | 3998 mm (Caravan: 4207 mm) | 3998 mm (Caravan: 4207 mm) | 3998 mm (Caravan: 4207 mm) | 3998 mm (Caravan: 4207 mm) | 3998 mm (Caravan: 4207 mm) | 3998 mm (Caravan: 4207 mm) |
| Leergewicht                              | 815–1060 kg | 815–1060 kg | 815–1060 kg | 815–1060 kg | 815–1060 kg | 815–1060 kg | 815–1060 kg |
| Höchstgeschwindigkeit                    | 140 km/h | 145 km/h | 147 km/h | 158 km/h | 173 km/h | 185 km/h | 143 km/h |
| 0–100 km/h                               | 18,5 s | 16,5 s | 15,5 s | 13,5 s | 12,0 s | 10,0 s | 18 s |
| Verbrauch (Liter/100 Kilometer)          | 10,5 N | 10,0 S | 10,5 N | 10,0 S | 11,0 S | 11,0 S | 6,0 D |

## Baugleiche Modelle
In Großbritannien wurde der Kadett D unter der Bezeichnung Vauxhall Astra angeboten (Lieferwagen: Bedford Astravan). Der Astra unterschied sich im Wesentlichen durch den Rechtslenker und andere Embleme vom Kadett. Dieses Modell war in Kontinentaleuropa nicht erhältlich. Der Vauxhall wurde zunächst ebenfalls in Bochum produziert. Die Produktion wurde im Jahre 1981 nach Ellesmere Port verlagert und dort bis August 1986 fortgesetzt – zwei Jahre länger als der Kadett D auf dem Kontinent.

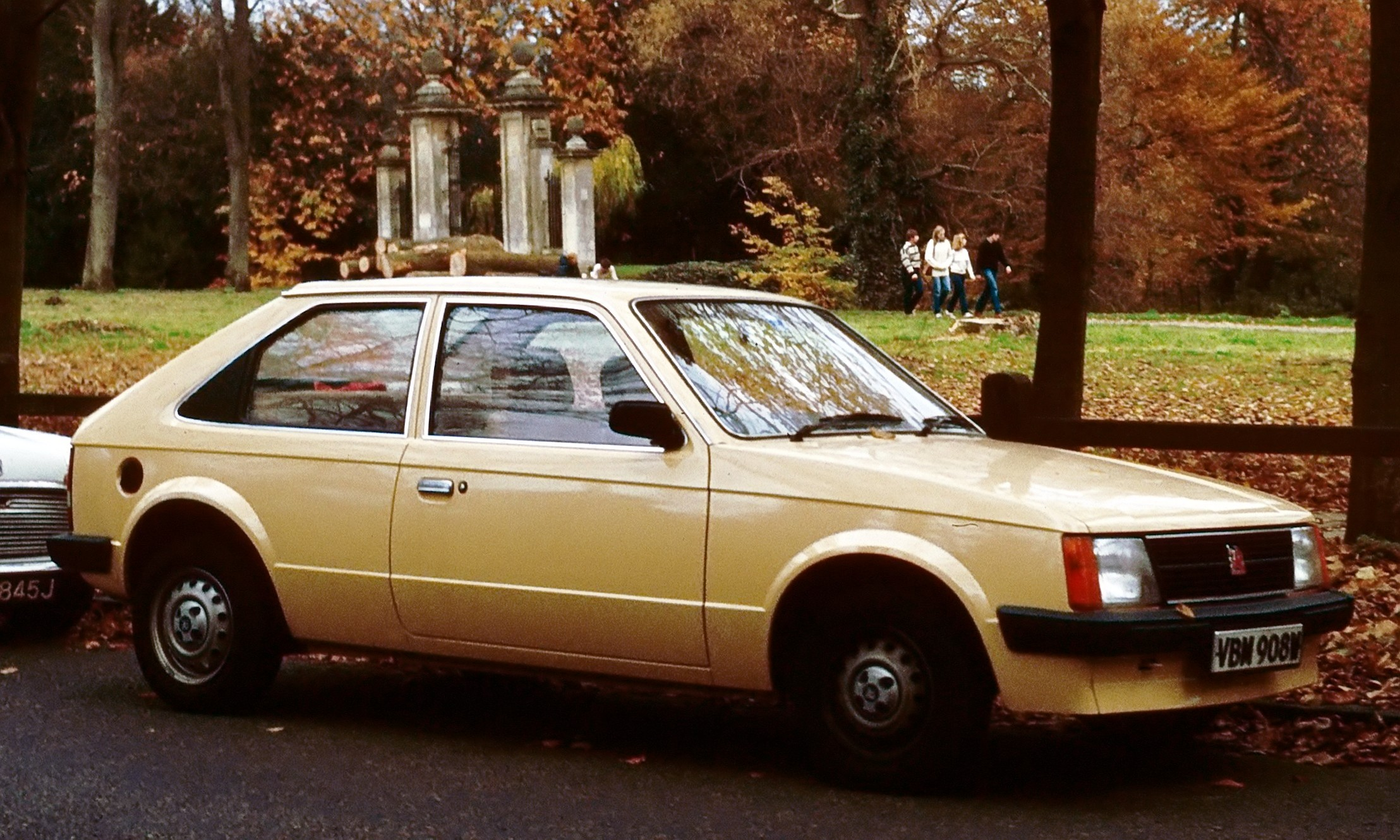
Vauxhall Astra MK1 (1979–1986)
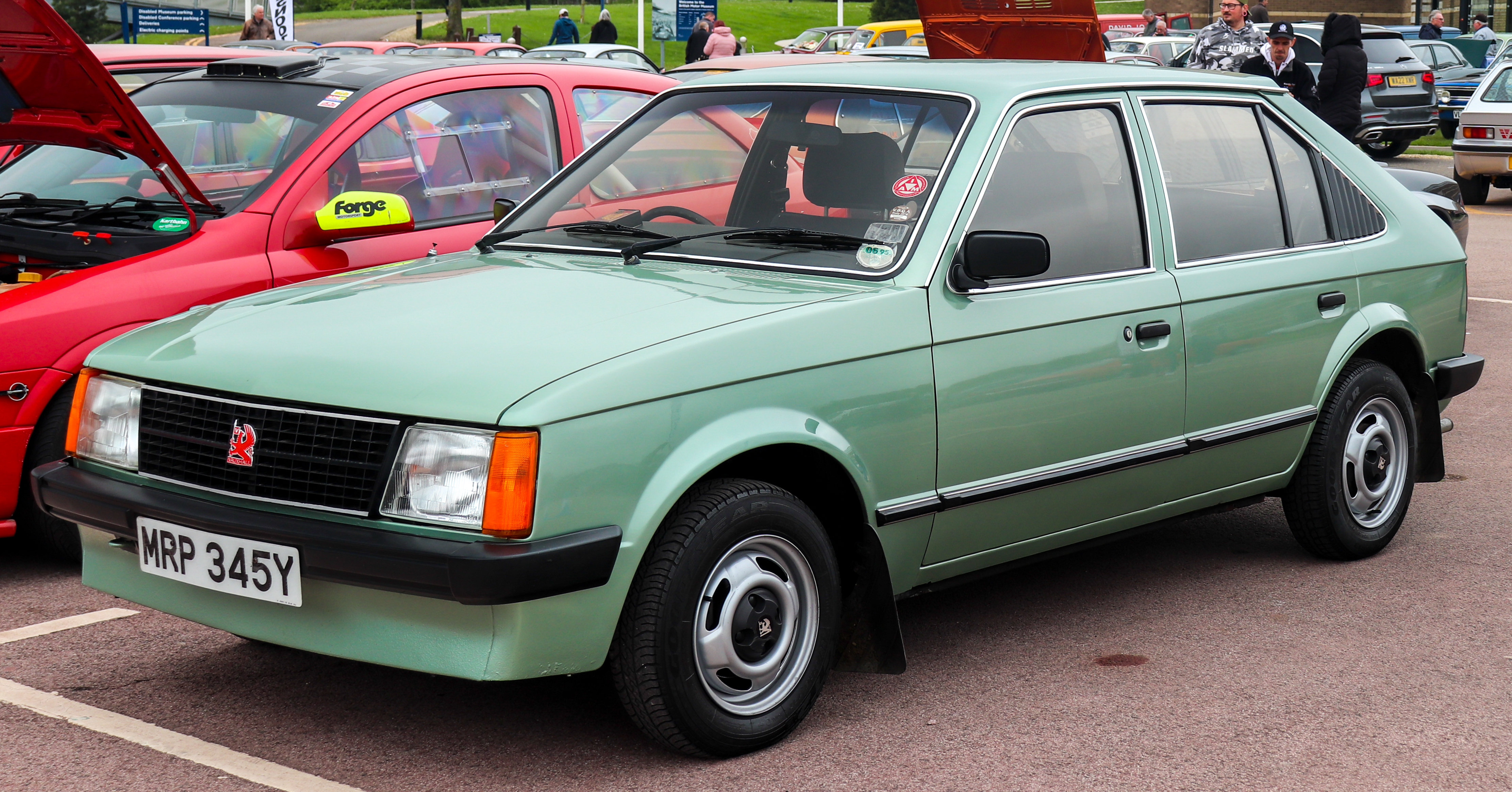
Vauxhall Astra GL
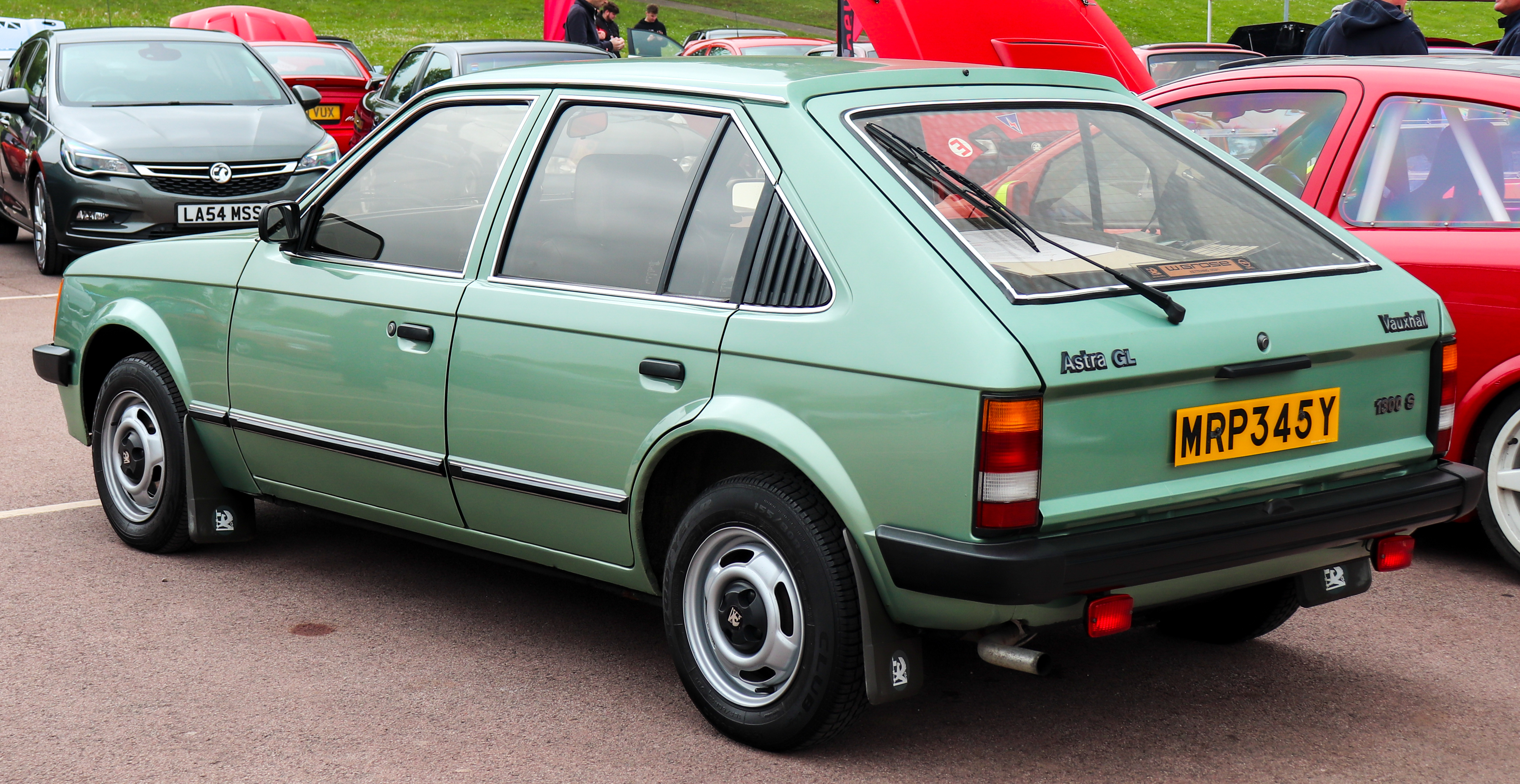
Vauxhall Astra GL
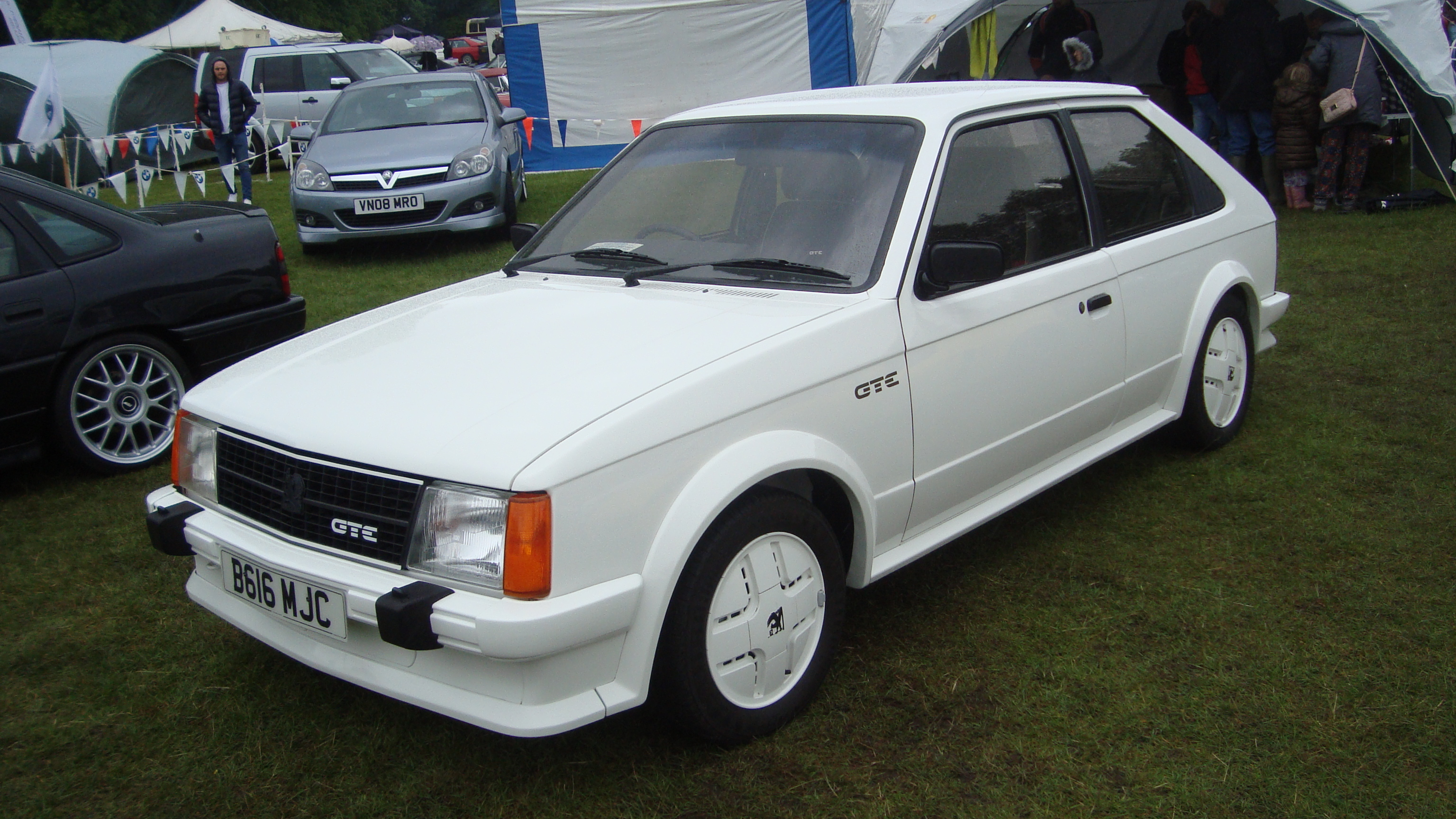
Vauxhall Astra GTE
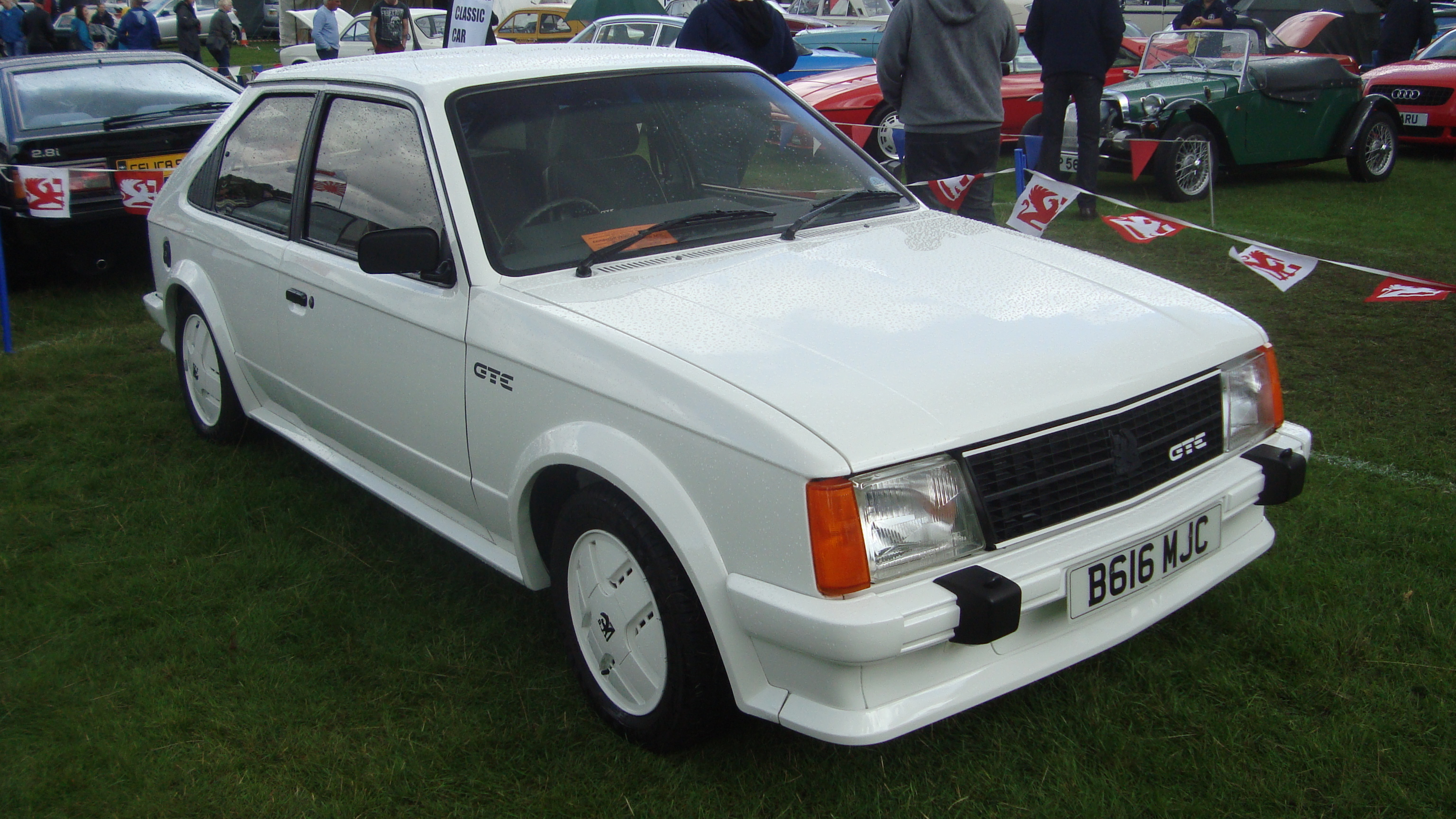
Vauxhall Astra GTE

Es gab aber einige Unterschiede. Der Vauxhall Astra D wurde bis 1982 parallel zum Vauxhall Chevette angeboten, der in Deutschland als Opel Chevette erhältlich war. Bei seiner Vorstellung im August war wie im Kadett D der 1.3-S-OHC der stärkste Motor, der bis September 1984 produziert wurde. Ebenfalls wurden im Astra auch der 1.2-N-OHV mit 39 kW (53 PS) sowie der 1.2-S-OHV mit 44 kW (60 PS) und der 1.3-N-OHC-Motor eingebaut, allerdings bekamen diese Modelle statt eines Solex-Vergasers einen Dell’Orto-Vergaser.
Die Karosserievarianten waren aber gleich. Im September 1981 folgte dann der 1.6-S-Motor, der auch parallel im Kadett D eingeführt wurde und der erste Motor der OHC-„Bigblock“-Baureihe war. Dieser leistete 66 kW (90 PS) und die Modifikationen an Fahrwerk und den Bremsen waren Grundlage für die späteren GTE-Modelle. Gleichzeitig mit der Einstellung der Produktion der Chevette nahm man beim Astra D neue Motorenvarianten ins Programm auf.
Hierzu zählten der 1.2-S-OHC Motor mit 44 kW (60 PS), der wie der 1.3 S bis September 1984 produziert wurde und der 1.6-D-OHC Motor, der gleichzeitig auch im Kadett D erschien, jedoch bis zum Schluss in der Baureihe verblieb. Gemäß dem Baukastenprinzip von Vauxhall/Opel wurden in der Entwicklung des Dieselmotors viele Komponenten des 1.6-S-OHC übernommen.
Im März 1983 wurde – gleichzeitig mit dem Kadett GTE – auf der Insel die Sportausführung des Astra GTE vorgestellt. Es gab viele Gemeinsamkeiten, wie den 1.8-E-Motor mit Bosch-LE-Jetronic-Einspritzung, aber auch kleine Unterschiede in der Ausstattung. Die Astra GTE wurden serienmäßig mit Scheinwerferreinigungsanlagen, zwei Nebelschlussleuchten und Seitenausstellfenstern ausgeliefert, hatten jedoch Standard-Außenspiegel. Beim Kadett GTE waren diese Extras aufpreispflichtig, jedoch waren die Sport-Außenspiegel, wie auch bei den SR-Varianten, serienmäßig.
Ab September 1984 konnte man nur aus drei OHC-„Bigblock“-Motoren wählen, dem 1.6-S-Ottomotor mit 66 kW (90 PS), dem 1.6-D-Diesel mit 40 kW (54 PS) und dem 85 kW (115 PS) starken GTE.

## Umbauten zum Cabrio

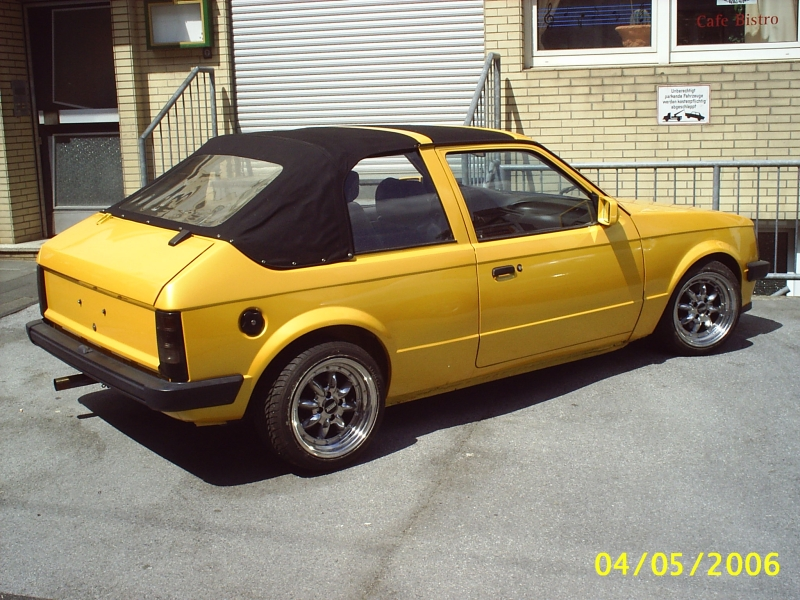
Opel Kadett Aero

Der Opel Kadett D wurde auch von kleineren Karosseriewerkstätten zum Cabrio umgebaut. Das wohl am häufigsten gebaute Cabrio stammt von der Firma Bieber, die in Borken ansässig war und mittlerweile nicht mehr existiert. Hierbei konnte ein kompletter Bausatz für die Selbstmontage erworben werden. Gegen Mehrpreis übernahm die Fa. Bieber auch den Rohumbau. Der Umbau-Satz mit Verdeck kostete 3450 DM. Für den Rohumbau war ein Aufpreis von 500 DM zusätzlich zu entrichten. Von 1985 bis 1992 wurden ca. 260 Fahrzeuge des Kadett D umgebaut.
Auch die Firma Baumgärtner fertigte Cabrios des Opel Kadett D, allerdings weitaus seltener. Unterschiedliche Quellen nennen 9–14 Fahrzeuge. Anders als beim Bieber Cabrio, das ein faltbares Verdeck hatte, war die Verdecklösung beim Baumgärtner umständlich und eher provisorischer Natur, in keinem Fall aber wirklich alltagstauglich. Nach dem Aufstecken von Bügeln musste das Verdeck sehr aufwendig aufgezogen werden. Der ansonsten hochwertige Umbau mit vielen verschiedenen Verstärkungen und Versteifungen trieb nicht nur das Gewicht, sondern auch den Preis stark in die Höhe. So konnte ein kompletter Umbau durch die Fa. Baumgärtner leicht 8000 bis 10.000 DM kosten, bei Sonderwünschen auch noch deutlich mehr. Trotz seiner schönen und eleganten Linienführung (ohne Verdeck) verkaufte sich das Fahrzeug bzw. der Umbau zum Cabrio aufgrund des hohen Preises und der eingeschränkten Alltagstauglichkeit (Verdeck) kaum.
Sehr selten ist auch der Kadett D Aero, den ein Opel-Händler in Mayen in Eigenregie dem ebenfalls in Mayen ansässigen Karosseriebetrieb Welsch in Auftrag gab. Er sollte an den Erfolg des Kadett C Aero anknüpfen, wurde aber nur neunmal verkauft. Die Umbaukosten lagen bei 8500 DM, ein Komplettfahrzeug kostete über 20.000 DM. Es entstanden insgesamt neun Fahrzeuge, zuerst fünf, später noch einmal vier.